# フェロー諸島の首相の一覧
フェロー諸島の首相（フェローしょとうのしゅしょう、フェロー語: Føroya løgmaður、デンマーク語: Færøernes lagmand）は、フェロー諸島における政府の長たる首相である。近代的な官職を設置する以前、法務官が行政権を行使していた。1816年には直轄領となり、法務官の職が廃された。1948年の自治権獲得後は首相に権限が移行された。
デンマーク本国とは違い、首相は議会によって任命される。

## 一覧

### 法務官（1000年頃-1816年）
| 名前                               | 任期          |
| ---------------------------------- | ------------- |
| ジリ                               | 1000年頃      |
| シュルズル                         | 1300年頃      |
| シムン                             | 1350年頃      |
| ダグフィンヌル・ハルブダナーソン   | 1400年頃      |
| ハラドゥル・カルブソン             | 1412年頃      |
| ロアルド                           | 1450年頃      |
| ヨルンドゥル・スコグドリブソン     | 1479年–1524年 |
| トルモズル・シグルソン             | 1524年–1531年 |
| アンドラス・ガットームソン         | 1531年–1544年 |
| グットルムル・アンドラッソン       | 1544年–1572年 |
| ヨグバン・ヘイナソン               | 1572年–1583年 |
| イサク・ガットームソン             | 1583年–1588年 |
| ピーター・ヤクプソン               | 1588年–1601年 |
| トゥマス・シムナルソン             | 1601年–1608年 |
| ザカリアス・トルモッソン           | 1608年–1628年 |
| ヨグバン・ユスティヌソン           | 1629年–1654年 |
| ヨグバン・ポールセン               | 1654年–1655年 |
| バルツァー・ヤコブセン             | 1655年–1661年 |
| ヨグバン・ポールセン               | 1662年–1677年 |
| ヤクップ・ヨグバンソン             | 1677年–1679年 |
| ヨハン・ヘンドリック・ウェイエ     | 1679年–1706年 |
| サマル・ピーターソン・ラムハウゲ   | 1706年–1752年 |
| ハンス・ヤクプソン・デベス         | 1752年–1769年 |
| ソーキルド・フェルステッド         | 1769年–1772年 |
| ヤコブ・ヴェディング               | 1772年–1786年 |
| ヨハン・マイケル・ルン             | 1786年–1805年 |
| ヨルゲン・フランツ・ハマーシャイム | 1805年–1816年 |

### フェロー諸島首相（1948年-現在）
フェロー諸島は1948年4月1日に自治政府が樹立された。
| 代 | 人 | 氏名・肖像 | 氏名・肖像                           | 就任日         | 退任日         | 所属政党   | 選挙                 |
| -- | -- | ---------- | ------------------------------------ | -------------- | -------------- | ---------- | -------------------- |
| 1  | 1  |            | アンドラース・サミュエルセン         | 1948年5月12日  | 1950年12月15日 | 同盟党     | 1946年               |
| 2  | 2  |            | クリスチャン・ジュルフス             | 1950年12月15日 | 1959年1月9日   | 同盟党     | 1950年 1954年        |
| 3  | 3  |            | ピーター・モール・ダム               | 1959年1月9日   | 1963年1月4日   | 社会民主党 | 1958年               |
| 4  | 4  |            | ハクン・ジュルフス                   | 1963年1月4日   | 1967年1月12日  | 人民党     | 1962年               |
| 5  | 3  |            | ピーター・モール・ダム               | 1967年1月12日  | 1968年11月19日 | 社会民主党 | 1966年               |
| 6  | 2  |            | クリスチャン・ジュルフス             | 1968年11月19日 | 1970年12月12日 | 同盟党     | 1966年               |
| 7  | 5  |            | アトリ・ダム                         | 1970年12月12日 | 1981年1月5日   | 社会民主党 | 1970年 1974年 1978年 |
| 8  | 6  |            | パウリ・エレフセン                   | 1981年1月5日   | 1985年1月10日  | 同盟党     | 1980年               |
| 9  | 5  |            | アトリ・ダム                         | 1985年1月10日  | 1989年1月18日  | 社会民主党 | 1984年               |
| 10 | 7  |            | ヨグヴァン・スンドシュタイン         | 1989年1月18日  | 1991年1月15日  | 人民党     | 1988年               |
| 11 | 5  |            | アトリ・ダム                         | 1991年1月15日  | 1993年1月18日  | 社会民主党 | 1990年               |
| 12 | 8  |            | マリタ・ピーターセン                 | 1993年1月18日  | 1994年9月15日  | 社会民主党 | 1990年               |
| 13 | 9  |            | エドムンド・ヨエンセン               | 1994年9月15日  | 1998年5月15日  | 同盟党     | 1994年               |
| 14 | 10 |            | アンフィン・カルスベルク             | 1998年5月15日  | 2004年2月3日   | 人民党     | 1998年 2002年        |
| 15 | 11 |            | ヨアンネス・アイデスゴール           | 2004年2月3日   | 2008年9月26日  | 社会民主党 | 2004年               |
| 16 | 12 |            | カイ・レオ・ヨハンセン               | 2008年9月26日  | 2015年9月15日  | 同盟党     | 2008年 2011年        |
| 17 | 13 |            | アクセル・ヨハネセン                 | 2015年9月15日  | 2019年9月16日  | 社会民主党 | 2015年               |
| 18 | 14 |            | バルズル・ア・シュタイグ・ニールセン | 2019年9月26日  | 2022年12月22日 | 同盟党     | 2019年               |
| 19 | 13 |            | アクセル・ヨハネセン                 | 2022年12月22日 | （現職）       | 社会民主党 | 2022年               |